# 三穂田町鍋山
三穂田町鍋山（みほたまち なべやま）は、福島県郡山市の大字である。郵便番号は963-0123。

## 地理
郡山市南西部の行政区である三穂田町に属する。西で三穂田町富岡、北で三穂田町八幡（飛地）、三穂田町駒屋、東で三穂田町野田、南で須賀川市舘ケ岡、須賀川市今泉とそれぞれ隣接する。概ね市町村制施行以前の安積郡鍋山村の流れを汲む地域である。一級水系阿武隈川水系笹原川右岸支流である鶴巻川上流域を主な範囲とする。全域にわたり平地に水田が広がり、中央部に中心集落が位置する。三穂田町富岡に所在する郡山警察署三穂田駐在所、および大槻町に所在する郡山消防署大槻基幹分署がそれぞれ管轄にあたる。

### 主な字
字
- 向屋敷
- 鳥居戸屋敷
- 馬谷地
- 仲屋敷
- 上屋敷
- 清水尻
- 三斗蒔

- 鍜治屋敷
- 仲田屋敷
- 大学屋敷
- 番所
- 西吹付
- 大学
- 五斗蒔

- 向原
- 向前
- 下木葉山
- 日向
- 人形山
- 五斗蒔山
- 六角

- 上十方
- 袋内山
- 番ノ沢山
- 仲田山
- 前原
- 四十坦
- 四十坦原

### 河川・湖沼
一級水系阿武隈川水系
- 笹原川（北端部の一部をかすめる）
  - 鶴巻川

## 歴史
- 1879年1月27日 - 旧二本松藩領鍋山村が福島県内における郡区町村制の施行により安積郡の村となる。
- 1889年4月1日 - 町村制の施行により鍋山村と富岡村、下守屋村との合併により安積郡三和村が発足する。旧鍋山村域は三和村の大字となる。
- 1955年3月10日 - 穂積村、安積町大字川田との合併により三穂田村が発足し、三穂田村の大字となる。
- 1965年5月1日 - 三穂田村が郡山市、安積郡全町村および田村郡田村町と合併し新たな郡山市が設立され、郡山市の大字となる。

## 世帯数と人口
2024年1月1日現在の世帯数と人口は以下の通りである。
| 大字         | 世帯数  | 人口  |
| ------------ | ------- | ----- |
| 三穂田町鍋山 | 148世帯 | 316人 |

## 小・中学校の学区
市立小・中学校に通う場合、学区は以下の通りとなる。
| 番地 | 小学校             | 中学校               |
| ---- | ------------------ | -------------------- |
| 全域 | 郡山市立三和小学校 | 郡山市立三穂田中学校 |

## 交通

### 道路
- 福島県道55号郡山矢吹線（東端をかすめる）
- 福島県道294号三穂田須賀川線

## 施設等
- 鍋山公民館
- 三穂田鍋山ちびっ子広場
- 三穂田スポーツ広場（南側の一部のみ）